# CSA 4-Day Series 2022/23
Die CSA 4-Day Series 2022/23 war die 94. Saison des vormals als Currie Cup bekannten nationalen First-Class-Cricket-Wettbewerbes in Südafrika und wurde vom 20. Oktober 2022 bis zum 15. März 2023 ausgetragen.

## Format
Die Mannschaften spielten in zwei Divisionen gegen jede andere jeweils ein Spiel. Für einen Sieg erhielt ein Team zunächst 16 Punkte, für ein Unentschieden (beide Mannschaften erzielen die gleiche Anzahl an Runs) 8 Punkte. Sollte kein Ergebnis erreicht werden und das Spiel in einem Remis enden oder abgesagt werden, bekommen beide Mannschaften 6 Punkte. Zusätzlich besteht die Möglichkeit, in den ersten 100 Over des ersten Innings Bonuspunkte zu sammeln. Dabei werden für die ersten 150 Runs ein Punkt und für jeden weiteren Run 0,02 Punkte vergeben, jeweils 1 Bowling Bonus Punkte gibt es für das Erreichen des 3, 5, 7, 9 Wickets. Im Falle einer Reduktion der Spieldauer auf einen Tag werden keine Bonuspunkte vergeben. Des Weiteren ist es möglich, dass Mannschaften Punkte abgezogen bekommen, wenn sie beispielsweise zu langsam spielen oder der Platz nicht ordnungsgemäß hergerichtet ist. Am Ende der Saison ist der Sieger der Division der Gewinner der Meisterschaft.

## Resultate

### Division 1
Tabelle 
| Teams            | Sp. | S | N | U | R | A | Bon   | Punkte |
| ---------------- | --- | - | - | - | - | - | ----- | ------ |
| Dolphins         | 7   | 4 | 2 | 0 | 1 | 0 | 48.04 | 118.04 |
| Warriors         | 7   | 4 | 2 | 0 | 1 | 0 | 47.72 | 117.72 |
| Titans           | 7   | 4 | 1 | 0 | 2 | 0 | 41.20 | 117.2  |
| Lions            | 7   | 3 | 1 | 0 | 3 | 0 | 44.50 | 110.5  |
| Western Province | 7   | 2 | 3 | 0 | 2 | 0 | 48.54 | 92.54  |
| Knights          | 7   | 2 | 3 | 0 | 2 | 0 | 31.92 | 75.92  |
| Boland           | 7   | 0 | 3 | 0 | 4 | 0 | 25.82 | 49.82  |
| North West       | 7   | 0 | 4 | 0 | 3 | 0 | 25.22 | 43.22  |

Sieg: 16 Punkte; Remis: 6 Punkte

### Division 2
Tabelle 
| Teams                   | Sp. | S | N | U | R | A | Bon   | Punkte |
| ----------------------- | --- | - | - | - | - | - | ----- | ------ |
| Northern Cape           | 6   | 3 | 0 | 0 | 3 | 0 | 47.54 | 113.54 |
| KwaZulu-Natal Inland    | 6   | 3 | 1 | 0 | 2 | 0 | 43.68 | 103.68 |
| Eastern Province        | 6   | 3 | 2 | 0 | 1 | 0 | 42.10 | 96.1   |
| Border                  | 6   | 3 | 2 | 0 | 1 | 0 | 42.06 | 96.06  |
| Limpopo                 | 6   | 3 | 3 | 0 | 0 | 0 | 38.10 | 86.1   |
| South Western Districts | 6   | 1 | 3 | 0 | 2 | 0 | 29.10 | 57.1   |
| Mpumalanga              | 6   | 0 | 5 | 0 | 1 | 0 | 33.48 | 39.48  |

Sieg: 16 Punkte; Remis: 6 Punkte
Zum Ende der Saison wurde erstmals seit Einführung der neuen Struktur zur Saison 2021/22 ein Auf- und Abstieg zwischen den Divisionen eingeleitet. Auf Basis aller Wettbewerbe im Zwei-Jahres-Zeitraum (6 Wettbewerbe im First-Class, List A und Twenty20) stiegen die Knights ab und KwaZulu-Natal Inland auf.